# Arambag
Arambag, auch Arambagh, ist eine Stadt im indischen Bundesstaat Westbengalen.
Die Stadt gehört zum Distrikt Hugli. Arambag hat den Status einer Municipality. Die Stadt ist in 18 Wards (Wahlkreise) gegliedert.

## Demografie
Die Einwohnerzahl der Stadt liegt laut der Volkszählung von 2011 bei 66.175. Arambag hat ein Geschlechterverhältnis von 979 Frauen pro 1000 Männer und damit einen für Indien üblichen Männerüberschuss. Die Alphabetisierungsrate lag bei 81,0 % im Jahr 2011. Knapp 79 % der Bevölkerung sind Hindus, ca. 20 % sind Muslime und ca. 1 % gehören einer anderen oder keiner Religion an. 9,9 % der Bevölkerung sind Kinder unter 6 Jahren. Bengali ist die Hauptsprache in und um die Stadt.